# Nurbek Ibragimow
Nurbek Ibragimow (ur. 20 września 1981) – kirgiski zapaśnik walczący w stylu klasycznym.
Najważniejsze osiągnięcia:
- dwukrotne uczestnictwo w mistrzostwach świata, między innymi zajęte 13. miejsce w czempionacie z 2009 roku,
- brąz na igrzyskach azjatyckich w 2006 roku,
- brąz na mistrzostwach Azji w 2007 roku.